# 千駄ヶ谷コート
千駄ヶ谷コート（せんだがやコート）は、明治神宮外苑（東京都渋谷区・新宿区）にあったフットサルの競技場である。

## 概要
この箇所は1930年に「明治神宮水泳場（神宮プール）」としてオープンしたもので、明治神宮国民体育大会（現・国民体育大会の源流）の夏季水上競技会や、1948年、ロンドンオリンピック（日本は戦敗国として招待されず）と同時期に開催された日本選手権水泳競技大会など、数多くの水泳競技会に使われた。
中でも1948年の日本選手権水泳競技大会では古橋廣之進が、自由形1500m、並びに同400mで当時の世界記録を大幅に上回る記録を達成したことでも知られている。古橋はこれに先駆けての6月にあった東京三大学水上競技会でも当時の世界記録を上回る記録をここで生み出している(以上の記録は日本が国際水泳連盟から追放されていたため、世界記録としては非公認)。1959年には第14回国民体育大会（東京国体）夏季大会のメイン会場として使われている
その後、1997年から冬季に限りフットサル競技場として解放するも、施設老朽化ならびに年間5000万円以上の赤字のため2002年に水泳場としては閉鎖・解体され、2003年に常設のフットサル競技場「千駄ヶ谷コート」として装い新たにオープンした。
2017年7月限りで閉鎖され、三井ガーデンホテル神宮外苑の杜プレミアが建てられ2019年11月22日に開業した。

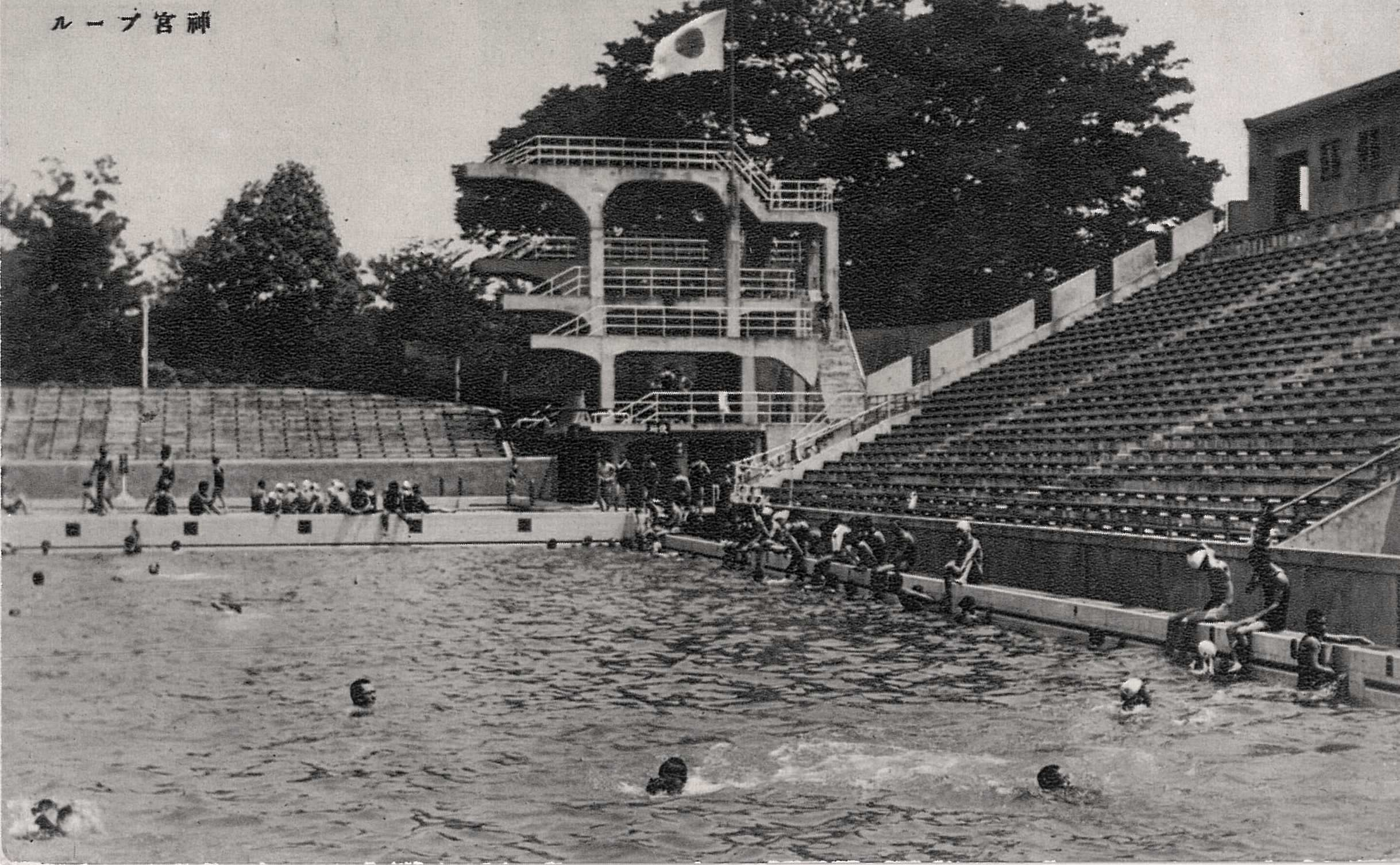
1932年当時の「神宮プール」